# Pola Freestyle
Pour les articles homonymes, voir Freestyle.
Pola Freestyle de son vrai nom Pola Gomez, née le 8 mai 2001, est une footballeuse freestyle professionnelle française. En 2020, elle devient vice-championne de France de football freestyle.

## Biographie

### Enfance et débuts
Pola Gomez naît le 8 mai 2001,. Elle est originaire de Trept (Isère) et de l’Isle-d’Abeau (Isère). Passionnée de football, Pola commence le football à l'âge de 5 ans. Elle commence le football freestyle, encouragé par la Fédération Française de Football, après avoir été victime d’une rupture des ligaments croisés du genou, à deux reprises. Cela l'obligea à arrêter le football féminin après 11 ans d'activité.

### Carrière
En 2019, elle est choisie par la FIFA pour devenir l'ambassadrice de la ville de Grenoble lors de la Coupe du monde féminine de football de cette même année.
Le 15 mai 2019, Pola est invitée par le PSG  à la « Journée des Enfants » (Les Enfants d’Abord : fondation du PSG pour aider les enfants défavorisés ou malades) au Parc des Princes,.
En 2020, elle est qualifiée parmi des centaines de freestylers à travers le monde pour la finale du Red Bull Street Style, le championnat du monde officiel du foot freestyle.
Le 12 juillet 2021, en compagnie de Logan Freestyle, Pola performe à la soirée Better World Fund lors du 74ème Festival International du Film de Cannes.

## Speen Style
Pola est ambassadrice de la marque Speen.

## Distinctions
- 2020 : Vice championne de France de football freestyle[11],[12],[13]